# Орж (притока Сени)
Орж — річка у Франції, що протікає в регіоні Іль-де-Франс. Вона починається в муніципалітеті Сен-Мартен-де-Бретанкур. Орж переважно тече в північно-східному напрямку і впадає в Сену як ліва притока приблизно через 54 кілометри в Атіс-Монс, на південний схід від аеропорту Париж-Орлі. Другий естуарій досягає Сени приблизно за чотири кілометри вище за течією, у Вірі-Шатійон. На своєму шляху річка перетинає департаменти Івлін і Ессонн. Її нижня течія проходить через густонаселену територію з близько 370 000 мешканців на околицях Парижа.

## Населені пункти біля річки
- Сен-Мартен-де-Бретанкур
- Дурдан
- Бреє
- Еглі
- Арпажон
- Сен-Жермен-лез-Арпажон
- Бретіньї-сюр-Орж
- Сен-Мішель-сюр-Орж
- Лонпон-сюр-Орж
- Епіне-сюр-Орж
- Вільмуассон-сюр-Орж
- Савіньї-сюр-Орж
- Жювізі-сюр-Орж
- Вірі-Шатійон
- Атіс-Монс